# (1023) Thomana
(1023) Thomana es un asteroide perteneciente al cinturón de asteroides descubierto por Karl Wilhelm Reinmuth el 25 de junio de 1924 desde el observatorio de Heidelberg-Königstuhl, Alemania.

## Designación y nombre
Thomana recibió al principio la designación de 1924 RU.Más adelante se nombró por el coro de Santo Tomás de Leipzig a partir del nombre en alemán de Tomás el Apóstol.

## Características orbitales
Thomana orbita a una distancia media del Sol de 3,169 ua, pudiendo acercarse hasta 2,844 ua y alejarse hasta 3,494 ua. Tiene una excentricidad de 0,1025 y una inclinación orbital de 10,08°. Emplea en completar una órbita alrededor del Sol 2060 días.